# 소담중학교
소담중학교(소담中學校)는 대한민국 세종특별자치시 소담동에 있는 공립 중학교이다.

## 학교 연혁
- 2016년 3월 1일 : 소담중학교 개교
- 2016년 3월 1일 : 김효종 교장 취임
- 2016년 3월 2일 : 2016학년도 입학식(11명 입학)
- 2017년 2월 9일 : 제1회 졸업식(48명 졸업)
- 2022년 3월 1일 : 제4대 강순나 교장 부임
- 2023년 1월 4일 : 제7회 졸업식(152명 졸업, 누적 727명 졸업)
- 2023년 3월 2일 : 제8회 1학년 200명 입학
- 2024년 1월 9일 : 제 8회 졸업식(170명 졸업, 누적 897명 졸업)
- 2024년 3월 4일 : 제 9회 1학년 216명 입학

## 참고 자료
- 소담중학교 - 한국교육학술정보원 학교알리미